# Bachchha
Bachchha – gaun wikas samiti w zachodniej części Nepalu w strefie Dhawalagiri w dystrykcie Parbat. Według nepalskiego spisu powszechnego z 2001 roku liczył on 462 gospodarstw domowych i 2305 mieszkańców (1259 kobiet i 1046 mężczyzn).